# Sergestes vigilax
Sergestes vigilax är en kräftdjursart som beskrevs av William Stimpson 1860. Sergestes vigilax ingår i släktet Sergestes och familjen Sergestidae. Inga underarter finns listade i Catalogue of Life.